# MP²
Le syndicat mixte MP² est un établissement public créé à l'initiative de la communauté d'agglomération Perpignan Méditerranée et du conseil général des Pyrénées-Orientales. En 2012, le conseil régional de Languedoc-Roussillon rejoint le groupement d'administration au sein du syndicat mixte.
L'établissement constitue une plate-forme multimodale qui regroupe les acteurs du secteur du transport, de la logistique et de l'import-export de la Catalogne française.
Il reçoit le soutien de la chambre de commerce et d'industrie de Perpignan et des Pyrénées-Orientales.